# Райхельгауз, Иосиф Леонидович

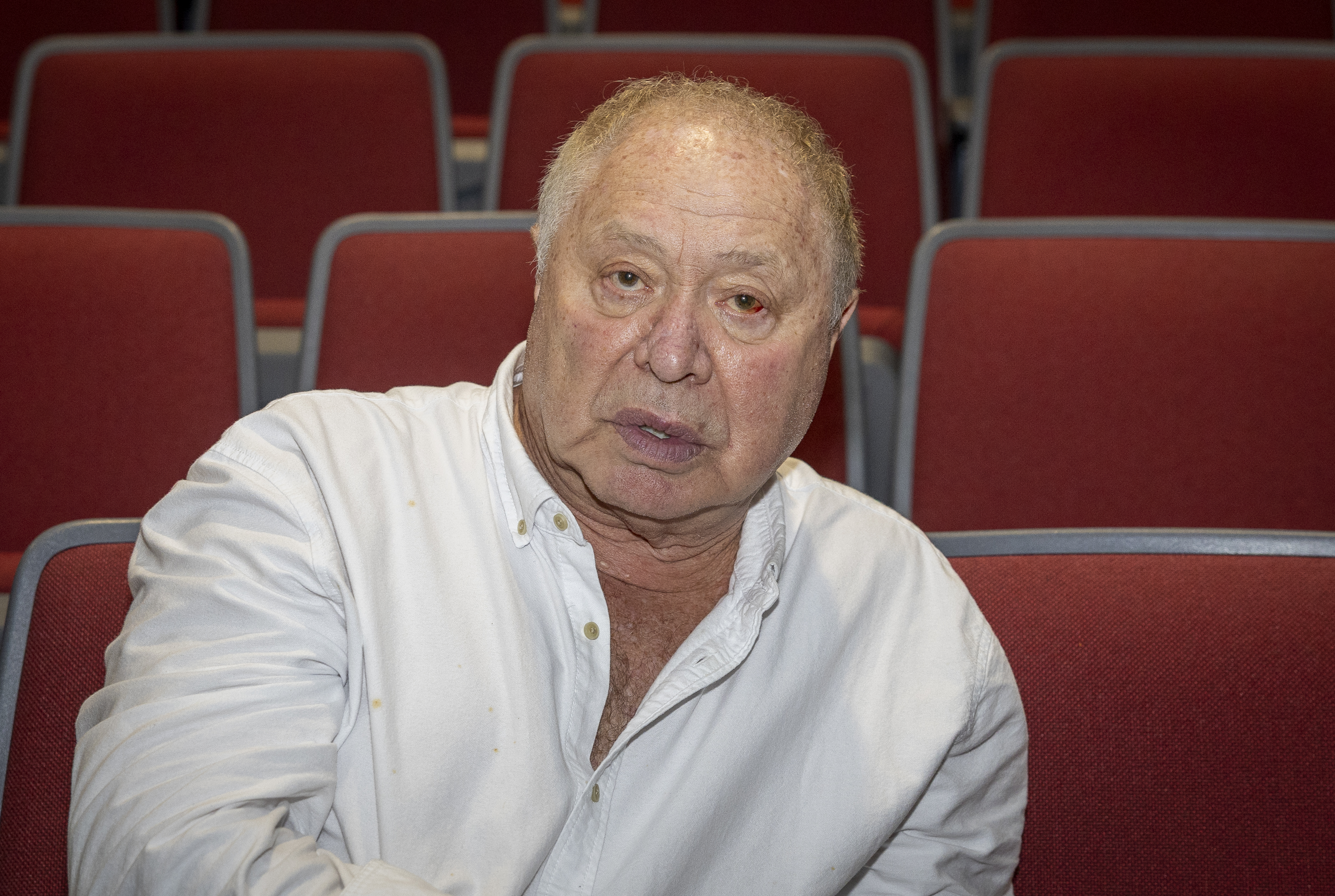
Йосеф Райхельгауз на открытии "Театра Мира" в Нетании. 2025

Ио́сиф Леони́дович Райхельгауз (род. 12 июня 1947 года, Одесса, УССР, СССР) — советский и российский театральный режиссёр, педагог; народный артист Российской Федерации (1999). Профессор Российского института театрального искусства (ГИТИС). Создатель и (по 2022) художественный руководитель московского театра «Школа современной пьесы» (основан в 1989).

## Биография
Родился и вырос в Одессе. Отец — ветеран Великой Отечественной войны, кавалер орденов Славы. Как вспоминал Иосиф Райхельгауз про своего отца: «...Он много лет говорил мне: "Вот будешь в Берлине, походи по Рейхстагу, поищи мою фамилию". И я думал, что, ну, папа так. Ну, папа так говорит. Проще говоря, я в мае этого года потратил несколько дней в Рейхстаге, нашел фамилию папы, сфотографировал. Могу показать фотографию. На стене в зале заседаний Бундестага...»
В 1962—1964 годах работал электрогазосварщиком на автобазе. В 1964 году поступил в Харьковский театральный институт на режиссёрский факультет, но уже через неделю был отчислен с формулировкой: «Профессиональная непригодность».
В 1965 году Райхельгауз стал артистом вспомогательного состава Одесского ТЮЗа. В 1966 году приехал в Ленинград и поступил на режиссёрский факультет ЛГИТМиК. И вновь, в том же году, был отчислен за профнепригодность. В 1965—1966 годах был рабочим сцены в Ленинградском БДТ им. Горького. В 1966 году поступил на факультет журналистики Ленинградского государственного университета, где смог наконец заняться режиссурой: стал руководителем студенческого театра ЛГУ.

### В Москве
В 1968 году Иосиф Райхельгауз покинул университет и поступил на режиссёрский факультет ГИТИСа, в мастерскую М. О. Кнебель и А. А. Попова. Одновременно работал в качестве режиссёра в знаменитом студенческом театре МГУ, в 1970 году руководил концертными студенческими бригадами по обслуживанию строителей сибирских ГЭС. В 1971 году проходил режиссёрскую практику в Центральном театре Советской Армии, но спектакль «И не сказал ни единого слова» по повести Г. Бёлля, не был допущен к показу. Свой преддипломный спектакль, «Мой бедный Марат» по пьесе А. Арбузова, в 1972 году поставил в родной Одессе.
По окончании ГИТИСа в 1973 году был принят на должность режиссёра-постановщика в «Современник». Первым успехом стала постановка спектакля «Погода на завтра», за который Иосиф Райхельгауз был удостоен премии «Московская театральная весна»; среди поставленных в театре спектаклей — «Из записок Лопатина» по К. Симонову, «А поутру они проснулись…» В. Шукшина, «1945» (автор пьесы — И. Райхельгауз), «Привидения» Г. Ибсена. С 1974 года преподавал актёрское мастерство в первой студии Олега Табакова.
С 1975 года Райхельгауз вместе с Анатолием Васильевым руководил Театром на Мытной. В 1977 году был принят в качестве режиссёра-постановщика в Театр им. Станиславского, входил в состав режиссёрской коллегии театра. Выпустил спектакль «Автопортрет» Александра Ремеза, но, несмотря на запрет, спектакль был показан; начал репетировать «Взрослую дочь молодого человека», но в 1978 году от занимаемой должности был освобождён из-за отсутствия московской прописки. Через некоторое время театр покинули остальные молодые режиссеры-ученики Андрея Попова (вместе с Анатолием Васильевым и Борисом Морозовым).
С 1979 года — режиссёр Московского театра им. А. С. Пушкина; с 1980 года работал также в Московском театре миниатюр (ныне театр «Эрмитаж»). В течение 1980—1982 годов ставил спектакли в разных городах: Липецке, Омске, Минске, Хабаровске и др. В 1983—1985 годах был режиссёром-постановщиком Театра драмы и комедии на Таганке, поставил спектакль «Сцены у фонтана». В 1985 году вернулся в «Современник», где работал до 1989 года.

### «Школа современной пьесы»
В 1988 году Иосиф Райхельгауз стал инициатором создания Московского театра «Школа современной пьесы», открывшегося 27 марта 1989 года его спектаклем «Пришёл мужчина к женщине» по пьесе Семёна Злотникова. С 1989 года по 2022 год являлся художественным руководителем театра, на сцене которого поставил более 20 спектаклей.
Одновременно Райхельгауз ставил спектакли в других театрах, в том числе за рубежом: в театрах «Коруж» (Швейцария), «Кентер» (Турция), «Ла-Мама» (США), национальном театре «Габима» (Израиль); много работает на телевидении, где поставил, в частности, «Эшелон» М. Рощина и «Картину» В. Славкина.
Является автором книг «Не верю», «Мы попали в запендю», «Прогулки по бездорожью», «Одесская книжка», членом редколлегии журнала «Современная драматургия».
В 1993 году режиссёру было присвоено почётное звание «Заслуженного деятеля искусств Российской Федерации», а в 1999 году — «Народного артиста Российской Федерации».
29 июня 2022 года стало известно об увольнении Иосифа Райхельгауза с поста художественного руководителя «Школы современной пьесы». Решение было вынесено департаментом культуры г. Москвы. Новым руководителем «Школы современной пьесы» назначен Дмитрий Астрахан. В первую очередь отставку Райхельгауза связывают с репрессиями против деятелей культуры на фоне вторжения России на Украину. 30 июня на собрании коллектива театра в день закрытия 33-го театрального сезона Райхельгауз произнес прощальную речь, где упомянул, что решение об увольнении было принято не департаментом культуры Москвы и даже не министром культуры РФ, что существуют целые списки деятелей культуры, с которыми государство не считает возможным продолжать «сотрудничество» в условиях военного времени.

### Деятельность в Израиле
После увольнения Райхельгауз эмигрировал в Израиль, где поселился в Нетании. Совместно с режиссёром Владимиром Гурфинкелем запустил курсы актёрского мастерства в Нетании и Хайфе, а в феврале 2025 года открыл репертуарный русскоязычный «Театр мира» в Нетании.

### Педагогическая деятельность
С 1976 года Иосиф Райхельгауз преподавал мастерство актёра в ГИТИС им. Луначарского, в 90-х преподавал в Московском театральном художественно-техническом училище (МТХТУ), с 2003 года руководит режиссёрской и актёрской мастерской на кафедре режиссуры в ГИТИСе. С 2004 года — профессор.

### Обвинения в домогательствах
В 2021 году российские студентки ГИТИСа обвинили Райхельгауза в домогательствах. В июне 2025 года с аналогичными обвинениями выступила его израильская ученица. 
Райхельгауз отрицает обвинения и заявляет что жалобы поступают от тех, «кто либо не попал ко мне в студентки, либо не попал в театр, либо не попал в фильм», а также связывает их с деятельностью конкурентов по театральной среде.

### Общественная позиция
Был членом партии «Союз правых сил».
В 2012 году подписал открытое письмо с призывом к освобождению участниц группы Pussy Riot.
В сентябре 2020 года подписал письмо в поддержку протестных акций в Белоруссии.

### Семья
- Жена — Марина Михайловна Хазова (род. 30 июня 1955) — советская и российская актриса театра и кино. Заслуженная артистка России (1999).
  - Старшая дочь Мария Трегубова —  российский сценограф, окончила сценографический факультет ГИТИСа, работала главным художником в Лаборатории Дмитрия Крымова (2008—2014[13]).
  - Младшая дочь Александра — училась на филологическом факультете МГУ[3], работала администратором в Школе драматического  искусства.

## Спектакли
- 1977 — «Автопортрет» А. Ремиза (Театр им. Станиславского)
- 1984 — «Сцены у фонтана» (Московский театр драмы и комеди на Таганке)

«Современник»
- 1973 — «Погода на завтра» Михаила Шатрова (совместно с Г. Волчек и В. Фокиным)
- 1975 — «Из записок Лопатина» Константина Симонова
- 1977 — «А поутру они проснулись» Василия Шукшина
- 1985 — «1945», композиция Иосифа Райхельгауза
- 1986 — «Дилетанты»
- 1986 — «Два сюжета для мужчин» Виктора Славкина по Ф. Дюрренматту

«Школа современной пьесы»
- 1989 — «Пришёл мужчина к женщине» Семёна Злотникова
- 1990 — «Всё будет хорошо, как вы хотели» Семёна Злотникова
- 1992 — «А чой-то ты во фраке?» Сергея Никитина, Дмитрия Сухарева по «Предложению» А. П. Чехову
- 1994 — «Уходил старик от старухи» Семёна Злотникова
- 1994 — «Без зеркал» Николая Климонтовича
- 1996 — «По поводу обещанного масла» по песням Сергея Никитина
- 1997 — «…С приветом, Дон-Кихот!», сочинение для сцены Виктора Коркия, Александра Лаврина, Иосифа Райхельгауза, Валерия Березина
- 1998 — «Антон Чехов. Чайка»
- 1998 — «Любовь Карловны» Ольги Мухиной
- 1999 — «Записки русского путешественника» Евгения Гришковца
- 2001 — «Прекрасное лекарство от тоски» Семёна Злотникова
- 2001 — «Борис Акунин. Чайка»
- 2002 — «Город» Евгения Гришковца
- 2004 — «Чайка. Настоящая оперетка» Вадима Жука, Александра Журбина по А. П. Чехову
- 2006 — «Своими словами» спектакль-импровизация
- 2007 — «Русское варенье» Людмилы Улицкой
- 2008 — «Пришёл мужчина к женщине. Новая версия» Семёна Злотникова
- 2009 — «Дом» Евгения Гришковца, Анны Матисон
- 2009 — «Звёздная болезнь» спектакль-импровизация
- 2010 — «Русское горе» А. С. Грибоедова, Вадима Жука, Сергея Никитина
- 2011 — «Медведь» Дмитрия Быкова
- 2012 — «Подслушанное, подсмотренное, незаписанное» Евгения Гришковца, Иосифа Райхельгауза
- 2013 — «Спасти камер-юнкера Пушкина» Михаила Хейфеца
- 2014 — «Последний ацтек» Виктора Шендеровича
- 2014 — «УИК ЭНД» Евгения Гришковца, Анны Матисон
- 2015 — «Монологи городов» коллективная поэма, идея Ольги Смирновой
- 2015 — «Часовщик» Игоря Зубкова
- 2016 — «Пока наливается пиво» Евгения Гришковца, Иосифа Райхельгауза
- 2016 — «Шинель/Пальто» Николая Гоголя, Вадима Жука, Максима Дунаевского
- 2017 — «Умер-шмумер, лишь бы был здоров»; режиссёр Иосиф Райхельгауз
- 2019 — «На Трубе» иммерсивный спектакль; режиссёр Иосиф Райхельгауз
- 2020 — «Фаина. Эшелон»; режиссёр Иосиф Райхельгауз
- 2021 — «Бешеный хворост» Олега Маслова; режиссёр Иосиф Райхельгауз
- 2022 — «Ангелы вышли покурить» Олега Маслова; режиссёр Иосиф Райхельгауз

«Балтийский дом»
- 2017 — «Таланты и поклонники» Александра Островского

## Награды и премии
Государственные награды:
- 1993 — Заслуженный деятель искусств Российской Федерации (14 июля 1993) — за заслуги в области театрального искусства[14]
- 1999 — Народный артист Российской Федерации (22 ноября 1999) — за большие заслуги в области искусства[15]
- 2007 — орден Дружбы (21 мая 2007) — за заслуги в области культуры и искусства, многолетнюю плодотворную деятельность[16]
- 2014 — орден Почёта (5 декабря 2014) — за большие заслуги в развитии отечественной культуры, телерадиовещания, печати, связи и многолетнюю плодотворную деятельность[17][18]

Другие награды, премии, поощрения и общественное признание:
- 1973 — Премия «Московская театральная весна» за спектакль «Погода на завтра» («Современник»)
- 1975 — Премия Московского комсомола за спектакль «Из записок Лопатина» («Современник»)
- 1997 — Благодарность Президента Российской Федерации (11 марта 1997) — за активное участие в подготовке Послания Президента Российской Федерации Федеральному Собранию 1997 года[19]
- 1999 — Благодарность мэра Москвы
- 2004 — Благодарность мэра Москвы
- 2004 — Премия города Москвы в области литературы и искусства за спектакль «Город» по пьесе Евгения Гришковца
- 2010 — Памятная медаль «150-летие А. П. Чехова»
- 2013 — Памятный знак «Самарский крест» (Общественный совет Болгарии)
- 2014 — Театральная премия газеты «Московский комсомолец» за лучший спектакль малой сцены — «Спасти камер-юнкера Пушкина»
- 2019 — Театральная премия газеты «Московский комсомолец» за лучший спектакль-бродилку — «На Трубе»
- 2021 — Почётная грамота Президента Российской Федерации (15 ноября 2021) — за заслуги в развитии отечественной культуры и искусства, многолетнюю плодотворную деятельность[20]